# Prorocopis orthogramma
Prorocopis orthogramma là một loài bướm đêm trong họ Noctuidae.